# Гаффни, Джулия
Джулия Гаффни (англ. Julia Gaffney; род. 1 мая 2000, Россия) ― американская пловчиха-паралимпиец. Чемпионка мира 2019 года. Бронзовый призёр летних Паралимпийских игр 2020 в Токио.

## Биография
Родилась 5 января 2000 года в России. Воспитывалась в русском приюте, прежде чем её удочерила американская семья из Арканзаса, когда ей было пять лет. Она родилась с фокальной недостаточностью проксимального отдела бедренной кости, ей ампутировали правую ногу выше колена и левую ногу ниже колена из-за гемимелии малоберцовой кости, когда она родилась.

## Спортивная карьера
Гаффни хотела играть в софтбол, но из-за инвалидности ей это показалось слишком трудным, затем ей предложили брать уроки плавания и она начала соревноваться в 2014 году. Её первый международный дебют в соревновательном плавании состоялся в Калифорнии на Мировой серии паралимпийского плавания. Джулия познакомилась со своим кумиром Джессикой Лонг и паралимпийским тренером по плаванию Куини Николс, которые вдохновили и повлияли на её продолжение занятий плаванием.
На чемпионате мира по плаванию в 2017 году в Мехико Джулия Гаффни выиграла свои первые медали в бассейне: пять серебряных медалей.
В Лондоне, два года спустя на чемпионате мира по паралимпийскому плаванию 2019 года, стала чемпионкой мира в индивидуальном плавании SM7 на 200 м среди женщин, где на 0,02 секунды опередила действующих чемпионок Тесс Рутлифф и Мэллори Веггеманн.
На Паралимпийских играх 2020 в Токио Гаффни завоевала бронзовую медаль в заплыве на 400 м вольным стилем S7.